# Actebia amphibola
Actebia amphibola är en fjärilsart som beskrevs av Charles Boursin 1963. Actebia amphibola ingår i släktet Actebia och familjen nattflyn. Inga underarter finns listade i Catalogue of Life.